# کاملیا وینه‌آ
کاملیا وینه‌آ (به انگلیسی: Camelia Voinea) ژیمناست زادهٔ ۱ مارس ۱۹۷۰ میلادی اهل کشور رومانی است.